# Estação Guariroba
A Estação Guariroba é uma das estações do Metrô do Distrito Federal, situada em Ceilândia, entre a Estação Ceilândia Sul e a Estação Ceilândia Centro. Administrada pela Companhia do Metropolitano do Distrito Federal, faz parte da Linha Verde.
Foi inaugurada em 16 de abril de 2008. Localiza-se no Setor N QNN 14, Conjunto 0. Atende o bairro Guariroba, na região administrativa de Ceilândia.

## Captação de energia solar
No dia 20 de outubro de 2017, a estação tornou-se a primeira da América Latina a contar com captação de energia solar. A captação é feita por 578 placas fotovoltaicas, que possuem garantia de eficiência de até 25 anos, responsáveis por gerar energia limpa com utilização de recursos naturais renováveis. O sistema possui capacidade de gerar 288 mil quilowatts/hora por ano, o suficiente para abastecer 100% do consumo da estação. Os excedentes são utilizados em outras partes do controle metroviário do Distrito Federal.
Segundo a assessoria do Metrô DF, 38 empresas concorreram no processo licitatório para a implementação do sistema. O valor da licitação foi de R$ 873.871,00, recurso esse que faz parte do processo de modernização de energia da empresa. O contrato de financiamento foi firmado entre o Governo do Distrito Federal e o Banco do Brasil.
Até 2019, serão instaladas outras três plantas com a utilização de energia solar, sendo uma usina solar no Centro Operacional do Metrô do Distrito Federal e mais dois sistemas nas estações Samambaia Sul e Feira. Juntas, as centrais atenderão aproximadamente um terço da demanda energética do metrô, gerando uma economia de mais de R$ 1 milhão ao mês na conta de energia elétrica.
Por causa desse sistema de captação, a Companhia do Metropolitano do Distrito Federal (Metrô DF) recebeu o prêmio Golden Chariot International Transport Award na categoria Companhia Nacional de Transporte do Ano. A premiação ocorreu durante o evento "Metas de Desenvolvimento Sustentável – Transporte e Paz”, que ocorreu entre os dias 12 e 13 de abril na sede da Organização das Nações Unidas (ONU) em Genebra, na Suíça. Na ocasião, o Metrô DF disputou o prêmio com 69 empresas de transporte de diversos continentes.